# Radio Eska
Radio Eska je největší polská síť rozhlasových stanic, která spolu se stanice Eska Rock, Vox FM a Radio Wawa spadá pod společnost Grupa Radiowa Time řízenou ZPR Media. Sídlo Radia Eska S.A. se nachází ve Varšavě.

## Historie
Radio Eska, původně známá pod jménem Radio S, existuje od 12. února 1991. Jeho kořeny jsou však mnohem starší. Eska má základy na vysílání tajného Radia „Solidarność”, která běžela nelegálně na území Polské lidové republiky. Až do roku 1998 Radio Eska vysílalo pouze ve Varšavě, Poznani a Vratislavi. Zpočátku měl vysílaný program charakter hudební, informační a žurnalistický.
Když v roce 1993 převzal stanici Radio Eska převzal ZPR Media, která bylo zahájeno úsilí o vybudování na základě vlastněných rozhlasových stanic celostátní rozhlasovou síť. Prvním krokem v tomto směru bylo vytvoření sítě Super FM spojující několik místních stanic. Vysílatelé zpočátku žili ze soběstačnosti programu a předchozího jména, spolupráce byla omezena především na udělování společných zprávách. V 90. letech 20. století rádio hrálo především lehčí hudbu, rock a pop a také vysílala populární hudbu z diskoték v Polsku.
Jako rozhlasová síť byla Eska v provozu od roku 1998. Byla založena na bázi 3 stanic známých dříve jako Radio Eska a postupně získaných místních rozhlasových stanic, u kterých byl zavedl nový název, sdílely playlist a síťový program.
Program Radia Eska je adresován především pro posluchače ve věku 15–34. Ve vysílání je možné slyšet novinky z žánrů jak je pop-rock, R&B, pop, hip-hop, disco a také elektronické taneční hudby (z hudebních kluvů) – hlavně dance (epic house, euro house, vocal trance), house (hard house, electro house) a trance.
V letech 2005—2011 se konala série letních akcí s hudebními hvězdami Hity Na Czasie (vysílaný stanicemi TVP 2 a v rádiu Eska), prázdninovou zábavou Eska Summer City a také pořádá předávání hudebních cen Eska Music Awards (vysílá TVP2, Eska TV a Radio Eska).

## Síť Radia Eska

### Místní rozhlasové stanice
Síť Radia Eska se v současné době skládá ze 40 místních rozhlasových stanic:
1. Radio Eska Bartoszyce – 90,9 MHz[7] (dříve Radio Bartoszyce)[8]
2. Radio Eska Bełchatów – 89,4 MHz[9] (dříve Radio Bełchatów)[10]
3. Radio Eska Beskidy – 97 MHz[11] (ústředí v Sosnovci)
4. Radio Eska Białystok – 90,6 MHz[12][10]
5. Radio Eska Bydgoszcz – 94,4 MHz[13] (dříve Radio El Bydgoszcz)[10]
6. Radio Eska Elbląg – 94,1 MHz[14] (dříve Radio El Elbląg)[15][10]
7. Radio Eska Gorzów – 93,8 MHz[16] (byłe Radio GO FM)[17]
8. Radio Eska Grudziądz – 90,6 MHz[18] (dříve Radio Grudziądz)[10]
9. Radio Eska Iława – 89 MHz[19] (dříve Radio Iława)[10][20]
10. Radio Eska Ostrów Wielkopolski/Kalisz (kontaktní adresa v Ostrowie Wielkopolskim)
  - Kalisz – 101,1 MHz[21]
  - Ostrów Wielkopolski – 89,3 MHz[21]
11. Radio Eska Kielce – 103,3 MHz[22]
12. Radio Eska Koszalin (dříve Radio Północ)[23][10]
  - Koszalin – 95,9 MHz[24]
  - Kołobrzeg – 107,2 MHz[24]
13. Radio Eska Kraków – 97,7 MHz[25] (dříve Radio Blue FM Kraków)[26]
14. Radio Eska Leszno – 102 MHz[27]
15. Radio Eska Lublin – 103,6 MHz[28] (dříve Radio Rytm)[10]
16. Radio Eska Łomża – 88,8 MHz[29] (dříve Radio Plus Łomża)[10]
17. Radio Eska Łódź – 90,1 MHz[30] (dříve Radio Manhattan)[31][10]
18. Radio Eska Małopolska (ústředí v Nowym Sączu) (dříve Radio Eska Bochnia)[32]
  - Bochnia – 106,8 MHz[33]
  - Nowy Sącz – 106,8 MHz[33]
  - Zakopane – 106,8 MHz[33][34]
19. Radio Eska Olsztyn – 89,9 MHz[35]
20. Radio Eska Opole – 90,8 MHz[36] (dříve Radio Fama)[10]
21. Radio Eska Ostrzeszów – 96,9 MHz – plánovováno[37]
22. Radio Eska Piła – 105,6 MHz[38]
23. Radio Eska Płock – 95,2 MHz[39] (dříve Radio Puls)[10]
24. Radio Eska Poznań – 93 MHz[40] (Radio S Poznań)
25. Radio Eska Przemyśl – 90,3 MHz[41] (dříve Radio HOT)[10]
26. Radio Eska Radom – 106,9 MHz[42] (dříve Radio Radom)[10]
27. Radio Eska Řešov (dříve Radio Bieszczady)
  - Krosno – 104,9 MHz[43]
  - Řešov – 99,4 MHz[43]
  - Sanok – 89,5 MHz[43]
  - Ustrzyki Dolne – 106,5 MHz[43]
28. Radio Eska Siedlce – 96,8 MHz[44]
29. Radio Eska Starachowice – 102,1 MHz[45] (dříve Radio MTM FM)[10]
30. Radio Eska Szczecin – 96,9 MHz[46] (dříve Radio Plama)[10]
31. Radio Eska Szczecinek (dříve Radio ReJa)[10]
  - Szczecinek – 99 MHz[47]
  - Łobez – 106,5 MHz[47][48]
32. Radio Eska Śląsk – 99,1 MHz[49] (ústředí v Sosnovci)
33. Radio Eska Tarnów – 98,1 MHz[50] (dříve Radio Maks)[10]
34. Radio Eska Trójmiasto (ústředí v Gdańsku)
  - Gdańsk – 94,6 MHz[51]
  - Gdynia – 90,7 MHz[51]
35. Radio Eska Toruń – 104,6 MHz[52]
36. Radio Eska Warszawa – 105,6 MHz[53]
37. Radio Eska ´Wrocław
  - Jelenia Góra – 90,2 MHz[54][55][56]
  - Wrocław – 104,9 MHz[54]
38. Radio Eska Zamość – 97,3 MHz[57] (dříve Radio FAN FM Zamość)[10]
39. Radio Eska Zielona Góra – 105,7 MHz[58]
40. Radio Eska Żary – 106,6 MHz[59] (kontaktní adresa v Zelené Hoře)

### Franchising
Část rádiové sítě funguje na základě franšízových dohod. Radio Eska poskytuje tímto způsobem svou značku a program čtyř rozhlasovými stanicím v:
- Bartoszyce na 90,9 MHz (dříve Radio Bartoszyce)[8]
- Inowrocławi na 98,1 MHz (dříve Radio AS 98,1): 30. června 2014 se na frekvenci 98,1 MHz objevilo „Radio 98 i 1”,[60] od 22. prosince 2014 jako Radio Zet Gold 98,1[61]
- Łomży na 88,8 MHz (dříve Radio Plus Łomża)[10]